# TV tjednik
Tv tjednik, televizijska emisija koja se emitirala na Yu Eco televiziji u produkciji NIU "Hrvatska riječ". Producent i glavni urednik je bio Zvonimir Perušić.

## Razlozi za pokretanje emisije
U srpnju 2004. godine kada je problem s emitiranjem emisija na hrvatskom jeziku na RTS RTV Novi Sad kulminirao sudskim sporom tužitelja RTS protiv djelatnika Hrvatske riječi, donesena je Odluka o produkciji televizijske emisije na lokalnoj televiziji. Producent je bila Hrvatska riječ i Zvonimir Perušić kao glavni urednik, a urednica priloga bila je Antonija Piuković. Program je bio vidljiv u širem području Subotice i bavio se pretežito lokalnim temama hrvatske manjinske zajednice. Bio je to još jedan pokušaj rješavanja problema televizijskih emisija na hrvatskom jeziku. Od 2004. do 2006. emisiju je uređivala Dušica Jurić.
Koncem 2007. godine produkciju preuzima Hrvatsko nacionalno vijeće, a za urednika imenuje Dragana Jurakića. Neki prilozi u emisiji proizveli su sudske sporove protiv Yu Eco televizije koja je platila sudske troškove i otkazala emitiranje emisije Tv tjednik. 
U ožujku 2007. godine potpisan je ugovor s NIU Hrvatska riječ kada je i otpočelo emitiranje nove emisije na hrvatskom jeziku pod nazivom Kronika.